# Max Pappenheim
Max Pappenheim (* 2. Februar 1860 in Berlin; † 3. Februar 1934 in Kiel) war ein deutscher Rechtswissenschaftler.

## Leben
Pappenheim war jüdischer Abstammung. Er studierte an der Friedrich-Wilhelms-Universität zu Berlin Rechtswissenschaft. 1880/81 war er Referendar am Kammergericht. 1881 wurde er zum Dr. iur. promoviert. Drei Jahre später habilitierte er sich an der Schlesischen Friedrich-Wilhelms-Universität Breslau. 1884–1888 war er Privatdozent für Deutsches Recht und Handelsrecht. Im Dreikaiserjahr berief ihn die Christian-Albrechts-Universität zu Kiel auf ein Extraordinariat für dieses Fachgebiet. Noch im selben Jahr wurde daraus ein Lehrstuhl. In den vier Jahrzehnten seines Ordinariats wurde er für das akademische Jahr 1901/02 zum Rektor gewählt. In seiner Rektoratsrede befasste er sich mit der Revisionsbedürftigkeit des deutschen Seehandelsrechts. Zur Zeit der Weimarer Republik war er 1924/25 Dekan der Rechts- und Staatswissenschaftlichen Fakultät. Er starb am Tag nach seinem 74. Geburtstag. Eine Grabrede hielt der Corpsstudent Werner Wedemeyer (der gut drei Monate später starb). Einen Nachruf schrieb Pappenheims  nationalsozialistischer Nachfolger Karl August Eckhardt.

## Ehrungen
- Ehrendoktor der Christian-Albrechts-Universität zu Kiel
- Ehrendoktor der Universität Kopenhagen
- Wahl in die Kungliga Humanistiska Vetenskapssamfundet (Lund) (1930)

## Veröffentlichungen (Auswahl)
- Launegild und Garethinx. Ein Beitrag zur Geschichte des germanischen Rechts (= Untersuchungen zur deutschen Staats- und Rechts-Geschichte, Bd. 14). Koebner, Breslau 1882 (Nachdruck: Scientia, Aalen 1970; ISBN 3-511-04014-0).
- Die Entstehung der altdänischen Schutzgilden. Koebner, Breslau 1884.
- Die altdänischen Schutzgilden. Ein Beitrag zur Rechtsgeschichte der germanischen Genossenschaft. Koebner, Breslau 1885.
- (Hrsg., mit Rudolf Wagner): Handbuch des Seerechts (= Systematisches Handbuch der deutschen Rechtswissenschaft, Bd. 3,3,1-3). Duncker & Humblot, Berlin 1884–1918.
- Levin Goldschmidt. Enke, Stuttgart 1897.
- Die Revisionsbedürftigkeit des deutschen Seehandelsrechts. Lipsius & Tischer, Kiel 1901.
- Eine Korrespondenz zwischen König Christian IV. von Dänemark und Herzog Friedrich III. In: Zeitschrift der Gesellschaft für Schleswig-Holsteinische Geschichte. Bd. 39 (1909), S. 399–410 (Digitalisat).
- Eine niederländische Seerechtsrevision. Fischer, Jena 1915.
- Zur Ölixdorfer Gildesatzung. In: Zeitschrift der Gesellschaft für Schleswig-Holsteinische Geschichte, Bd. 47 (1917), S. 296–304 (Digitalisat).
- Zwangsversicherung der Seeschiffspassagiere und Haftung der Reeder für Personenschäden. Fischer, Jena 1928.
- Über die Rechtsnatur der altgermanischen Schenkung. In: Zeitschrift der Savigny-Stiftung für Rechtsgeschichte. Germanistische Abteilung, Bd. 53 (1933), S. 35–88.

Festschrift
- Festschrift für Max Pappenheim  zum 50. Jahrestag seiner Doktorpromotion / dargebr. von der Rechts- und Staatswiss. Fak. der Christian-Albrechts-Univ. zu Kiel. Hirt, Breslau 1931.